# San Cosme y Damián
San Cosme y Damián é uma cidade do Paraguai, Departamento Itapúa.
A cidade teve como origem uma redução fundada pelo jesuíta Adriano Formoso, no dia 25 de janeiro de 1632.
Dentre os jesuítas que residiram nessa redução, destaca-se Buenaventura Suárez, considerado o primeiro astrônomo do Hemisfério Sul, que fez importantes observações astronômicas no lugar.

## Transporte
O município de San Cosme y Damián é servido pelas seguintes rodovias:
- Caminho em pavimento ligando o município a cidade de Coronel Bogado (Paraguai)[2][3][4]